# Polycycla
Polycyclidae
Famille
Genre
Polycycla, unique représentant de la famille des Polycyclidae, est un genre de Ciliés de l’ordre des Peritrichida (classe des Oligohymenophorea).

## Étymologie
Le nom Polycycla se compose du préfixe poly-, « plusieurs », et du suffixe -cycla, « cercle », probablement en référence à la structure ciliaire de ce cilié.

## Description
Les espèces du genre Polycycla ont une taille petite (< 80 µm). Leur forme est conique, effilée au sommet, avec des anneaux pelliculaires autour du corps. Ils présentent un disque adhésif muni de 35 à 60 denticules lisses, densément liés, de forme simple, entourant la scopule avec des cils vibratiles. On y observe une ou plusieurs bandes trocales, distribuées en deux ceintures distinctes. La ciliature buccale est profondément invaginée et donc relativement peu visible, formant une spirale d’environ 360°, et d’un rayon très réduit. Leur macronoyau est en forme de ruban, formant un « L ». Micronoyau, vacuole contractile et cytoprocte n’ont pas été observés.

## Habitat et répartition
Les espèces du genre Polycycla vivent en milieu marin, comme endocommensaux dans le tube digestif d'holothuries (échinodermes), notamment chez le genre Synapta.
Ce genre a aussi été décrit chez une holothurie africaine du genre Roweia.

## Liste des espèces
Selon GBIF (19 janvier 2024) : aucune espèce référencée
Selon The Taxonomicon (19 janvier 2024) :
- Polycycla discophora Poljansky, 1951 espèce type
- Polycycla synaptae Cuénot

## Systématique
Le nom valide de ce taxon est Poljansky (d), 1951.

## Publications originales
- (ru) G. Poljansky, « [On some parasitic infusoria of marine molluscs and holothurians] », Mag. Parasit., Moscou, 1951, vol. 13, p. 355-370.
- (ru) G. Poljansky, « [Intestinal infusoria of sea urchins] », Mag. Parasit., Moscou, 1951, vol. 13, p. 371-393.